# Konstantin Päts
Konstantin Päts (Tahkuranna, 23 febbraio 1874 – Buraševo Tver', 18 gennaio 1956) è stato un politico estone, primo presidente dell'Estonia dal 1938 al 1940.

## Biografia

### I primi anni
Nato a Tahkuranna (oggi nella contea di Pärnu), nell'Estonia meridionale, si laureò in Legge all'Università di Tartu e servì nell'esercito zarista (all'epoca l'Estonia faceva parte dell'Impero russo). Dal 1901 diresse il quotidiano Teataja a Tallinn.
Nel 1904 entrò in politica, guidando il blocco russo-estone alle elezioni comunali di Tallinn. Tuttavia non divenne mai sindaco, a causa della sua appartenenza all'etnia estone e non a quella russa.
Proseguì intanto la sua attività intellettuale, traducendo in estone numerosi testi politici e sull'apicoltura. Aderì alla Rivoluzione russa del 1905 e in seguito soggiornò in Svizzera e in Finlandia, prima di tornare in patria nel 1909.

### La carriera politica
Päts fu uno dei tre membri del comitato che, il 24 febbraio 1918, redasse la dichiarazione d'indipendenza dell'Estonia; contemporaneamente, prese parte al nuovo Consiglio dei ministri della neonata repubblica come presidente e ministro degli Interni. Durante la breve occupazione tedesca, nella primavera del 1918, fu arrestato e trasferito in un campo di prigionia in Polonia, ma presto poté far ritorno a Tallinn, dove assunse il ruolo di Primo ministro e ministro della Guerra.
Lasciata la carica di primo ministro l'8 maggio 1919, tra il 1921 e il 1937 ricoprì più volte la carica di Primo Ministro Anziano dello Stato (Riigivanem), capo dello Stato secondo la Costituzione allora vigente. Nel quadro dell'instabile politica interna estone degli anni Venti-Trenta fu ancora, ripetutamente, primo ministro (25 gennaio 1921 - 21 novembre 1922, 2 agosto 1923 - 26 marzo 1924, 12 febbraio 1931 - 19 febbraio 1932, 1º novembre 1932 - 18 maggio 1933).

### Il colpo di Stato
Tornato primo ministro il 21 ottobre 1933, nel 1934 guidò un colpo di Stato che abolì i partiti. Continuò a coprire ininterrottamente la carica fino al 3 settembre 1937; poi, nel 1938, impose una nuova Costituzione che attribuiva ampi poteri alla nuova figura del presidente (carica che assunse il 24 aprile 1938). Il periodo di autoritarismo presidenziale fu caratterizzato da ingenti interventi pubblici, mirati soprattutto alla costruzione di edifici scolastici, ponti, centrali elettriche e sedi istituzionali per le autonomie locali (l'autogoverno locale era uno dei capisaldi ideologici di Päts). Gli anni Trenta furono fortemente rimpianti dagli estoni durante i decenni dell'occupazione sovietica iniziata nel 1940, come un'età di prosperità e di successi economici.
In politica estera, Päts puntò soprattutto a rafforzare i legami con la Finlandia, vicina all'Estonia sia geograficamente, sia culturalmente e storicamente; fin dal 1918 Päts aveva proposto una forma di unione personale tra i due Stati, allora appena resisi indipendenti dalla Russia, e in Finlandia compì la prima visita ufficiale all'estero di un primo ministro estone, nel 1922. Allo scoppio della seconda guerra mondiale proclamò la neutralità dell'Estonia, ma non poté opporsi all'occupazione del suo Paese da parte dell'Unione sovietica sancita dal Patto Molotov-Ribbentrop.

### Gli ultimi anni
Arrestato dai sovietici, fu deportato ed internato in un ospedale psichiatrico presso Kalinin (oggi tornata all'antico nome di Tver', nell'omonimo oblast' della Russia occidentale). Qui morì il 18 gennaio 1956.